# قائمة قرارات مجلس الأمن التابع للأمم المتحدة لعام 2002
تتضمن قائمة قرارات مجلس الأمن التابع للأمم المتحدة لعام 2002 جميع القرارات الصادرة عن مجلس الأمن التابع للأمم المتحدة خلال العام 2002.

## القائمة
| رقم القرار | الرمز            | نص القرار                         | موضوع القرار |
| ---------- | ---------------- | --------------------------------- | --- |
| 1387       | S/RES/1387(2002) | نص الوثيقة على موقع الأمم المتحدة | الحالة في كرواتيا |
| 1388       | S/RES/1388(2002) | نص الوثيقة على موقع الأمم المتحدة | الحالة في أفغانستان |
| 1389       | S/RES/1389(2002) | نص الوثيقة على موقع الأمم المتحدة | الحالة في سيراليون |
| 1390       | S/RES/1390(2002) | نص الوثيقة على موقع الأمم المتحدة | الحالة في أفغانستان |
| 1391       | S/RES/1391(2002) | نص الوثيقة على موقع الأمم المتحدة | الحالة في الشرق الأوسط |
| 1392       | S/RES/1392(2002) | نص الوثيقة على موقع الأمم المتحدة | الحالة في تيمور الشرقية |
| 1393       | S/RES/1393(2002) | نص الوثيقة على موقع الأمم المتحدة | الحالة في جورجيا |
| 1394       | S/RES/1394(2002) | نص الوثيقة على موقع الأمم المتحدة | الحالة في الصحراء الغربية |
| 1395       | S/RES/1395(2002) | نص الوثيقة على موقع الأمم المتحدة | الحالة في ليبريا |
| 1396       | S/RES/1396(2002) | نص الوثيقة على موقع الأمم المتحدة | الحالة في البوسنة والهرسك |
| 1397       | S/RES/1397(2002) | نص الوثيقة على موقع الأمم المتحدة | الحالة في الشرق الأوسط |
| 1398       | S/RES/1398(2002) | نص الوثيقة على موقع الأمم المتحدة | الحالة بين إثيوبيا وإريتريا |
| 1399       | S/RES/1399(2002) | نص الوثيقة على موقع الأمم المتحدة | الحالة فيما يتعلق بجمهورية الكونغو الديمقراطية |
| 1400       | S/RES/1400(2002) | نص الوثيقة على موقع الأمم المتحدة | الحالة في سيراليون |
| 1401       | S/RES/1401(2002) | نص الوثيقة على موقع الأمم المتحدة | الحالة المتعلقة بجمهورية الكونغو الديمقراطية |
| 1402       | S/RES/1402(2002) | نص الوثيقة على موقع الأمم المتحدة | الحالة في الشرق الأوسط، بما في ذلك قضية فلسطين |
| 1403       | S/RES/1403(2002) | نص الوثيقة على موقع الأمم المتحدة | الحالة في الشرق الأوسط، بما في ذلك قضية فلسطين |
| 1404       | S/RES/1404(2002) | نص الوثيقة على موقع الأمم المتحدة | الحالة في أنغولا |
| 1405       | S/RES/1405(2002) | نص الوثيقة على موقع الأمم المتحدة | الحالة في الشرق الأوسط، بما في ذلك قضية فلسطين |
| 1406       | S/RES/1406(2002) | نص الوثيقة على موقع الأمم المتحدة | الحالة في الصحراء الغربية |
| 1407       | S/RES/1407(2002) | نص الوثيقة على موقع الأمم المتحدة | الحالة في الصومال |
| 1408       | S/RES/1408(2002) | نص الوثيقة على موقع الأمم المتحدة | الحالة في ليبريا |
| 1409       | S/RES/1409(2002) | نص الوثيقة على موقع الأمم المتحدة | الحالة بين العراق والكويت |
| 1410       | S/RES/1410(2002) | نص الوثيقة على موقع الأمم المتحدة | الحالة في تيمور الشرقية |
| 1411       | S/RES/1411(2002) | نص الوثيقة على موقع الأمم المتحدة | المحكمة الدولية الجنائية لمحاكمة الأشخاص المسؤولين عن الانتهاكات الجسيمة للقانون الإنساني الدولي المرتكبة في إقليم يوغوسلافيا السابقة منذ عام 1991 وإقليم راوندا |
| 1412       | S/RES/1412(2002) | نص الوثيقة على موقع الأمم المتحدة | الحالة في أنغولا |
| 1413       | S/RES/1413(2002) | نص الوثيقة على موقع الأمم المتحدة | الحالة في أفغانستان |
| 1414       | S/RES/1414(2002) | نص الوثيقة على موقع الأمم المتحدة | قبول أعضاء جُدد(جمهورية تيمور الشرقية الديمقراطية) |
| 1415       | S/RES/1415(2002) | نص الوثيقة على موقع الأمم المتحدة | الحالة في الشرق الأوسط |
| 1416       | S/RES/1416(2002) | نص الوثيقة على موقع الأمم المتحدة | الحالة في قبرص |
| 1417       | S/RES/1417(2002) | نص الوثيقة على موقع الأمم المتحدة | الحالة المتعلقة بجمهورية الكونغو الديمقراطية |
| 1418       | S/RES/1418(2002) | نص الوثيقة على موقع الأمم المتحدة | الحالة في البوسنة والهرسك |
| 1419       | S/RES/1419(2002) | نص الوثيقة على موقع الأمم المتحدة | الحالة في أفغانستان |
| 1420       | S/RES/1420(2002) | نص الوثيقة على موقع الأمم المتحدة | الحالة في البوسنة والهرسك |
| 1421       | S/RES/1421(2002) | نص الوثيقة على موقع الأمم المتحدة | الحالة في البوسنة والهرسك |
| 1422       | S/RES/1422(2002) | نص الوثيقة على موقع الأمم المتحدة | مهمة الأمم المتحدة لحفظ السلام |
| 1423       | S/RES/1423(2002) | نص الوثيقة على موقع الأمم المتحدة | الحالة في البوسنة والهرسك |
| 1424       | S/RES/1424(2002) | نص الوثيقة على موقع الأمم المتحدة | مراقبي الأمم المتحدة في بريفلاكا |
| 1425       | S/RES/1425(2002) | نص الوثيقة على موقع الأمم المتحدة | الحالة في الصومال |
| 1426       | S/RES/1426(2002) | نص الوثيقة على موقع الأمم المتحدة | قرار يوصي الجمعية العامة بقبول الاتحاد الكونفدرالي السويسري عضوا في الأمم المتحدة                                                                                |
| 1427       | S/RES/1427(2002) | نص الوثيقة على موقع الأمم المتحدة | الحالة في جورجيا |
| 1428       | S/RES/1428(2002) | نص الوثيقة على موقع الأمم المتحدة | الحالة في الشرق الأوسط |
| 1429       | S/RES/1429(2002) | نص الوثيقة على موقع الأمم المتحدة | الحالة فيما يتعلق بالصحراء الغربية |
| 1430       | S/RES/1430(2002) | نص الوثيقة على موقع الأمم المتحدة | الحالة بين إثيوبيا وإريتريا |
| 1431       | S/RES/1431(2002) | نص الوثيقة على موقع الأمم المتحدة | المحكمة الجنائية الدولية لمحاكمة الأشخاص المسؤولين عن أعمال الإبادة الجماعية                                                                                     |
| 1432       | S/RES/1432(2002) | نص الوثيقة على موقع الأمم المتحدة | الحالة في أنغولا |
| 1433       | S/RES/1433(2002) | نص الوثيقة على موقع الأمم المتحدة | الحالة في أنغولا |
| 1434       | S/RES/1434(2002) | نص الوثيقة على موقع الأمم المتحدة | الحالة في أنغولا |
| 1435       | S/RES/1435(2002) | نص الوثيقة على موقع الأمم المتحدة | الحالة في الشرق الأوسط، بما فيها قضية فلسطين |
| 1436       | S/RES/1436(2002) | نص الوثيقة على موقع الأمم المتحدة | الحالة في سيراليون |
| 1437       | S/RES/1437(2002) | نص الوثيقة على موقع الأمم المتحدة | الحالة في كرواتيا |
| 1438       | S/RES/1438(2002) | نص الوثيقة على موقع الأمم المتحدة | التهديدات التي يتعرض لها السلام والأمن الدوليان نتيجة للأعمال الإرهابية                                                                                          |
| 1439       | S/RES/1439(2002) | نص الوثيقة على موقع الأمم المتحدة | الحالة في أنغولا |
| 1440       | S/RES/1440(2002) | نص الوثيقة على موقع الأمم المتحدة | التهديدات التي يتعرض لها السلام والأمن الدوليان نتيجة للأعمال الإرهابية                                                                                          |
| 1441       | S/RES/1441(2002) | نص الوثيقة على موقع الأمم المتحدة | الحالة بين العراق والكويت |
| 1442       | S/RES/1442(2002) | نص الوثيقة على موقع الأمم المتحدة | الحالة في قبرص |
| 1443       | S/RES/1443(2002) | نص الوثيقة على موقع الأمم المتحدة | الحالة بين العراق والكويت |
| 1444       | S/RES/1444(2002) | نص الوثيقة على موقع الأمم المتحدة | الحالة في أفغانستان |
| 1445       | S/RES/1445(2002) | نص الوثيقة على موقع الأمم المتحدة | الحالة المتعلقة بجمهورية الكونغو الديمقراطية |
| 1446       | S/RES/1446(2002) | نص الوثيقة على موقع الأمم المتحدة | الحالة في سيراليون |
| 1447       | S/RES/1447(2002) | نص الوثيقة على موقع الأمم المتحدة | الحالة بين العراق والكويت |
| 1448       | S/RES/1448(2002) | نص الوثيقة على موقع الأمم المتحدة | الحالة في أنغولا |
| 1449       | S/RES/1449(2002) | نص الوثيقة على موقع الأمم المتحدة | قائمة المرشحين لمناصب قضاة المحكمة الدولية لرواندا |
| 1450       | S/RES/1450(2002) | نص الوثيقة على موقع الأمم المتحدة | التهديدات التي يتعرض لها السلام والأمن الدوليان نتيجة للأعمال الإرهابية                                                                                          |
| 1451       | S/RES/1451(2002) | نص الوثيقة على موقع الأمم المتحدة | الحالة في الشرق الأوسط |
| 1452       | S/RES/1452(2002) | نص الوثيقة على موقع الأمم المتحدة | التهديدات التي يتعرض لها السلام والأمن الدوليان الناجمة عن الأعمال الإرهابية                                                                                     |
| 1453       | S/RES/1453(2002) | نص الوثيقة على موقع الأمم المتحدة | الحالة في أفغانستان |
| 1454       | S/RES/1454(2002) | نص الوثيقة على موقع الأمم المتحدة | الحالة بين العراق والكويت |

## المرجع
1. ↑  "قرارات مجلس الأمن". الأمم المتحدة. مؤرشف من الأصل في 2018-10-18. اطلع عليه بتاريخ 22 شباط / فبراير 2017. {{استشهاد ويب}}: تحقق من التاريخ في: |تاريخ الوصول= (مساعدة)